# اسکات مک‌دونالد (بازیگر)
اسکات مک‌دونالد (انگلیسی: Scott MacDonald؛ زادهٔ ۱۹۵۹ (۵۵-۵۶ سال)) یک هنرپیشه اهل ایالات متحده آمریکا است.
از فیلم‌ها یا برنامه‌های تلویزیونی که وی در آن نقش داشته است می‌توان به آب برای فیل‌ها، جک فراست، جارهد اشاره کرد.